# Panxa-ampla
Joan Baptista Pujol i Fontanet (Alfara de Carles, 23 d'abril del 1857 - Tarragona, 16 de juny del 1883), més conegut amb el seu malnom de Panxa-ampla, va ser un bandoler de les terres del sud de Catalunya.
Panxampla era famós i conegut pels pobles d'Alfara de Carles, els Reguers, Beseit i per les muntanyes dels Ports i fins i tot a les terres d'Espanya.
Va ser sotmès a un consell de guerra i sentenciat a mort per haver ferit un guàrdia civil, en una de les nombroses escaramusses hagudes pels Ports de Tortosa-Beseit. Després d'un crim de taverna que probablement no havia comès ell, fugí a la muntanya, on s'amagà i sobrevisqué uns tres anys. Finalment va passar a França on va romandre dos anys com a soldat carlí exiliat. Va conèixer Victorine, i tingueren un fill. Fou pres per dos gendarmes i dos guàrdia civils a un cafè de Carcassona, el 7 de desembre de 1882. Fou afusellat per un escamot de soldats al costat de la porta de Sant Antoni a la ciutat de Tarragona el dia 16 de juny de 1883 a les 8 del matí.
Segons Vergés Paulí, Panxampla «feia anar esparverats els masovers de les muntanyes dels Ports, tot i que hi havia gent que el defensava, ja que només tenia ‘males entranyes' per als rics i per als que el perseguien i en canvi tenia bon cor per als pobres». D'aquí que a vegades al sud de Catalunya se l'ha anomenat «el Robin Hood de les terres de l'Ebre».
Conta la tradició oral que només portava una manta, un trabuc i un punyal. Es pot dir que la seva història o llegenda sempre ha estat present pels pobles on es va moure, fins i tot el grup de cantautors de les Terres de l'Ebre Quico el Célio, el Noi i el Mut de Ferreries té en el seu repertori una cançó dedicada a la figura del bandoler més conegut del sud de Catalunya.